# Ron Palillo

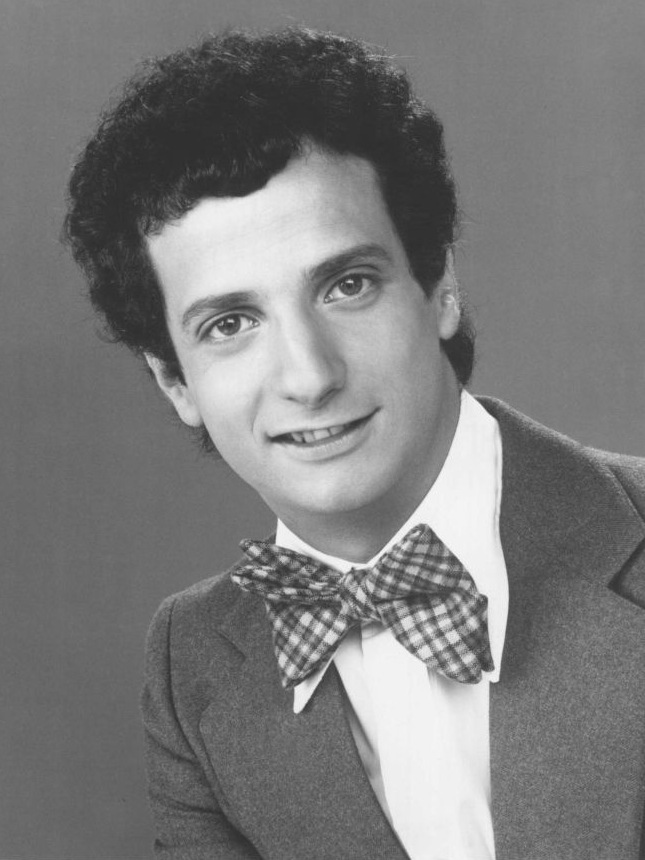
Ron Palillo, 1975.

Ronald Gabriel "Ron" Palillo (2 de abril de 1949 - 14 de agosto de 2012) fue un actor de cine y televisión estadounidense.
Palillo nació en Cheshire, Connecticut. Era de origen italiano.
Fue más conocido por su papel como el estudiante de secundaria Arnold Dingfelder Horshack en la comedia de situación de ABC, Welcome Back, Kotter, que se transmitió desde 1975 hasta 1979. En 1986 encarnó al amigo de Tommy Jarvis y una de las víctimas de Jason Voorhees en la cinta de terror Friday the 13th Part VI: Jason Lives.
Palillo fue maestro en la G-Star School of the Arts de Películas y de Radiodifusión en Palm Springs (Florida).
Palillo y su compañero sentimental de 41 años, José Gramm, vivían en Palm Beach Gardens, Florida. El 14 de agosto de 2012, Palillo sufrió un ataque cardíaco en su casa a los 63 años y fue trasladado en ambulancia a un hospital cercano, donde fue declarado muerto al llegar.